# Ramil’
Рами́ль Алекса́ндрович Али́мов (тат. Рамиль Александр улы Алимов) (позже — Рома́н Орло́в; род. 1 февраля 2000, Нижний Новгород, Россия), более известный как Ramil’ (рус. Рамиль), — российский певец и автор песен. Стал известен в 2019 году, когда выпустил сингл «Хочешь со мной» и одноимённый альбом. Песня «Вся такая в белом» стала топ-1 в социальной сети «Вконтакте».
В 2020 году Рамиль выпустил сингл «Сияй», который занял лидирующую позицию в чартах стран СНГ.

## Биография
Алимов Рамиль Александрович родился 1 февраля 2000 года в Нижнем Новгороде, имеет татарские и русские корни, а своей религией выбрал христианство. Родители развелись, когда Рамилю было 8 месяцев. До 14 лет жил с мамой, бабушкой и дедушкой. После смерти бабушки ушёл из дома, работал на автомойке.
Учился в 172 школе в Нижнем Новгороде; ходил в музыкальную школу на класс по фортепиано.
Будучи школьником, занимался боксом и смешанными единоборствами.
Позже поступил в Нижегородский техникум городского хозяйства и предпринимательства по специальности сварщик.

## Карьера
Во время написания треков Ramil’ часто описывает ситуации, которые происходили с ним в жизни. Сначала своим творчеством делился только в Instagram, тогда ему предложил сотрудничество музыкант и продюсер Ишхан Авакян (Ханза).
В 2019 году выпустил дебютный сингл «Хочешь со мной», благодаря которому обрёл популярность, а тремя месяцами позже был выпущен одноимённый первый студийный альбом.
Осенью того же года Ramil’ выпустил второй студийный альбом «Всё, что есть у меня — это голод». По итогам 2019 года творчество Рамиля стало самым популярным в социальной сети «Вконтакте».
У Ramil’ прошёл первый концертный тур в 2019 году. Артист выступил в 80 городах. В октябре 2021 года планируется первый Адреналин Стадиум в Москве и также готовится большой тур на 2022 год.
21 февраля 2020 Ramil’ представил альбом «Всё, что есть у меня — это голод» на выступлении в клубе «1930».
10 июля 2020 выпустил сингл «Сияй», который получил сертификацию Платинового диска дважды за 2 недели Национальной федерацией фонографических продюсеров (NFPF), что стало рекордом для страны. Два месяца спустя был выпущен видеоклип на песню.
В конце сентября 2020 года песня «Сияй» была включена в топ-15 песен по версии Афиша Daily, «под которые этим летом угорала Россия».
В 2020 году Ramil’ анонсировал запись совместной песни с Еленой Темниковой. Трек «Из-за тебя» был выпущен в феврале 2021 года и занимает 1 место в чарте Нового Радио.
11 декабря того же года Ramil’ выпустил третий студийный альбом «Сияй».
1 октября 2021 года выпустил альбом под названием «KATANA».

В 2023 году выпустил альбом под названием «МОЛОДОЙ».

В 2023 году так же ,выпустил альбом под названием «LIMAR”.

## Рейтинги
- 2020: песня «Сияй» была включена в Топ-15 летних хитов по версии Афиша Daily[18].
- 2019: Топ-30 самых популярных треков в социальной сети «Вконтакте»[24].

## Конфликты
Весной 2019 года участники группы HammAli & Navai заявили о плагиате их композиции «Хочешь, я к тебе приеду». Но результаты экспертизы подтвердили оригинальность трека Рамиля, и он победил в 3 судебных процессах.

В июле 2019 года Ramil’ был обвинён в плагиате песни «Пчеловод» группы RASA. Участники коллектива утверждали, что он взял идею их ещё невыпущенного трека «Пчеловод», отрывки из которого были в свободном доступе, на что Рамиль ответил:
Вы уже слышали, какой я — «байтер», «вор» и так далее. Но 22 мая в 16:41 у меня уже был готовый трек.

## Дискография

### Студийные альбомы
| Название                           | Детали                                                                                             |
| ---------------------------------- | -------------------------------------------------------------------------------------------------- |
| «Хочешь со мной»                   | - Релиз: 12 апреля 2019 - Лейбл: Rhymes Music - Формат: Цифровая загрузка, стриминг                |
| «Всё, что есть у меня — это голод» | - Релиз: 13 сентября 2019 - Лейбл: Legacy Music - Формат: Цифровая загрузка, стриминг              |
| «Сияй»                             | - Релиз: 11 декабря 2020 - Лейбл: Sony Music Entertainment - Формат: Цифровая загрузка, стриминг   |
| «Katana»                           | - Релиз: 1 октября 2021 - Лейбл: Sony Music Entertainment - Формат: Цифровая загрузка, стриминг    |
| «Молодой»                          | - Релиз: 3 марта 2023 - Лейбл: Effective Records - Формат: Цифровая загрузка, стриминг             |
| «Limar»                            | - Релиз: 27 октября 2023 - Лейбл: Cicada Music / Koala Music - Формат: Цифровая загрузка, стриминг |

### Синглы
| Название                                     | Год  | Высшая позиция в чартах  | Высшая позиция в чартах | Высшая позиция в чартах | Сертификации              | Альбом                    |
| Название                                     | Год  | СНГ                      | СНГ                     | СНГ                     | Сертификации              | Альбом                    |
| Название                                     | Год  | Top Radio & YouTube Hits | Top Radio Hits          | Top YouTube Hits        | Сертификации              | Альбом                    |
| -------------------------------------------- | ---- | ------------------------ | ----------------------- | ----------------------- | ------------------------- | ------------------------- |
| «Пускай по венам соль»                       | 2018 | —                        | —                       | —                       | —                         | Внеальбомный сингл        |
| «Хочешь со мной»                             | 2019 | —                        | —                       | —                       | —                         | «Хочешь со мной»          |
| «Айбала» (совместно с Ханзой)                | 2019 | —                        | —                       | —                       | —                         | Внеальбомный сингл        |
| «Ау» (совместно с 10AGE)                     | 2019 | —                        | —                       | —                       | —                         | «Ау» (альбом 10AGE)       |
| «Отходосы» (совместно с Alemond)             | 2019 | —                        | —                       | —                       | —                         | Внеальбомный сингл        |
| «Моя пленница» (совместно с LKN)             | 2019 | 175                      | —                       | 94                      | —                         | «Джентльмен» (альбом LKN) |
| «До луны» (совместно с 10AGE и LKN)          | 2019 | —                        | —                       | —                       | —                         | Внеальбомные синглы       |
| «Танцуй как пчела» (совместно с DAVA)        | 2019 | 687                      | 759                     | —                       | —                         | Внеальбомные синглы       |
| «Пальцами по губам»                          | 2019 | —                        | —                       | —                       | —                         | Внеальбомные синглы       |
| «Мадонна»                                    | 2020 | —                        | —                       | —                       | —                         | Внеальбомные синглы       |
| «Вальс»                                      | 2020 | 86                       | 249                     | 62                      | —                         | Внеальбомные синглы       |
| «Сияй»                                       | 2020 | 12                       | 63                      | 7                       | Список РОФ: 2× Платиновый | «Сияй»                    |
| «Падали»                                     | 2020 | 166                      | 191                     | —                       | —                         | «Сияй»                    |
| «Из-за тебя» (совместно с Еленой Темниковой) | 2021 | —                        | —                       | —                       | —                         | Внеальбомные синглы       |
| «Сон»                                        | 2021 | —                        | —                       | —                       | —                         | Внеальбомные синглы       |
| «Плачь и танцуй» (совместно с Ханзой)        | 2021 | —                        | —                       | —                       | —                         | Внеальбомные синглы       |
| «Дождь»                                      | 2021 | —                        | —                       | —                       | —                         | Внеальбомные синглы       |
| «Друг» (OST «Друг на продажу»)               | 2021 | —                        | —                       | —                       | —                         | Внеальбомные синглы       |
| «Морфий»                                     | 2021 | —                        | —                       | —                       | —                         | Katana                    |
| «Убей Меня» (совместно с Rompasso)           | 2021 | —                        | —                       | —                       | —                         | Внеальбомные синглы       |
| «Маяк»                                       | 2022 | —                        | —                       | —                       | —                         | Внеальбомные синглы       |
| «Runaway» (совместно с Rompasso и Kontra K)  | 2022 | —                        | —                       | —                       | —                         | Внеальбомные синглы       |
| «MP3» (совместно с Macan)                    | 2022 | —                        | —                       | —                       | —                         | Внеальбомные синглы       |
| «Не ищи меня»                                | 2022 | —                        | —                       | —                       | —                         | Внеальбомные синглы       |
| «Увидимся»                                   | 2022 | —                        | —                       | —                       | —                         | Внеальбомные синглы       |
| «Просто лети»                                | 2022 | —                        | —                       | —                       | —                         | Внеальбомные синглы       |
| «Тает снег»                                  | 2022 | —                        | —                       | —                       | —                         | Внеальбомные синглы       |
| «Январь» (совместно с Xcho)                  | 2023 | —                        | —                       | —                       | —                         | Внеальбомные синглы       |
| «Тёплый плед» (совместно с Джаро и Ханза)    | 2023 | —                        | —                       | —                       | —                         | Внеальбомные синглы       |
| «Удали» (совместно с Бастой)                 | 2023 | —                        | —                       | —                       | —                         | Внеальбомные синглы       |
| «Под луной»                                  | 2023 | —                        | —                       | —                       | —                         | Внеальбомные синглы       |
| «Обрисуй»                                    | 2023 | —                        | —                       | —                       | —                         | Внеальбомные синглы       |
| «Angel’s Eyes»                               | 2023 | —                        | —                       | —                       | —                         | Внеальбомные синглы       |
| «Идущий на смерть»                           | 2023 | —                        | —                       | —                       | —                         | LIMAR                     |
| «засыпай» (совместно с Mary Gu)              | 2023 | —                        | —                       | —                       | —                         | luvcore (альбом Mary Gu)  |
| «Особенная» (совместно с RODJER)             | 2023 | —                        | —                       | —                       | —                         | Внеальбомные синглы       |
| «Оревуар»                                    | 2024 | —                        | —                       | —                       | —                         | Внеальбомные синглы       |
| «Пари»                                       | 2024 | —                        | —                       | —                       | —                         | Внеальбомные синглы       |
| «Улетая»                                     | 2024 | —                        | —                       | —                       | —                         | Внеальбомные синглы       |
| «Пьяный марафон»                             | 2024 | —                        | —                       | —                       | —                         | Внеальбомные синглы       |
| «Цветы»                                      | 2024 | —                        | —                       | —                       | —                         | Внеальбомные синглы       |
| «Не окутывай»                                | 2024 | —                        | —                       | —                       | —                         | Внеальбомные синглы       |

### Участие на релизах других исполнителей
| Год  | Артист  | Музыкальный релиз | Трек                                 |
| ---- | ------- | ----------------- | ------------------------------------ |
| 2019 | 10AGE   | Ау                | «Ау»                                 |
| 2019 | LKN     | Джентльмен        | «Моя пленница»                       |
| 2022 | Macan   | 12                | «Очередная грустная песня про тёлку» |
| 2024 | Mary Gu | luvcore + deluxe  | «засыпай»                            |